# Sascha Pederiva

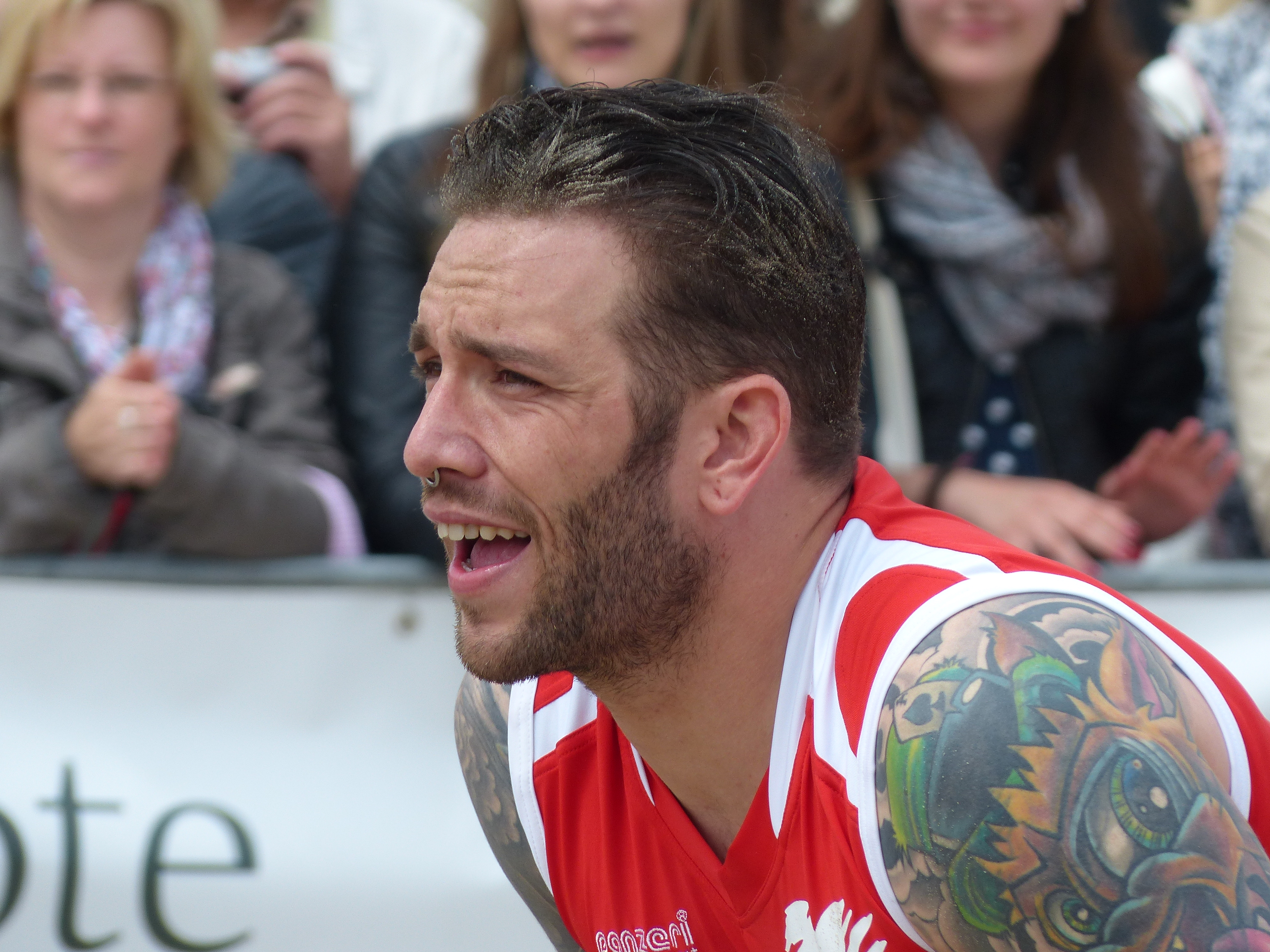
Sascha Pederiva beim ARD Beachvolleyball-Starcup 2014

Sascha Pederiva (* 30. Oktober 1982 in Basel) ist ein Schweizer Theater- und Fernsehschauspieler.

## Leben
Nach seinem Schauspielstudium an der Zürcher Hochschule der Künste trat er an diversen Schauspielhäusern, wie z. B. Schauspielhaus Basel, Theater der Künste Zürich, Das Theater an der Effingerstrasse in Bern und im Neuen Schauspiel Erfurt auf.
Im Fernsehen war er in diversen Serien wie Alarm für Cobra 11 oder Unter uns zu sehen. Ab Juli 2013 spielte er Sascha Vukovic in der ARD-Vorabend-Serie Verbotene Liebe. Nach einem Gastauftritt im Jahr 2012 war Pederiva im Juli 2016 erneut in derselben Rolle in der RTL-Soap Gute Zeiten, schlechte Zeiten zu sehen.

## Filmografie (Auswahl)
- 2008: Gummihals (Kurzfilm)
- 2009:	Zahn um Zahn (Kurzfilm)
- 2009: Die Hütte (Kurzfilm)
- 2010: Unter uns (Serie)
- 2010: Countdown (Serie)
- 2011: German Course (Film)
- 2011: Alarm für Cobra 11 (Serie)
- 2012 und 2016: Gute Zeiten, schlechte Zeiten (Serie)
- 2012: Der Bestatter (Serie)
- 2013 bis 2015: Verbotene Liebe (Serie)
- 2014: Zwei mitten im Leben (Komödie)
- 2020: Werkstatthelden mit Herz (Fernsehfilm)
- 2022: Ein Sommer am Gardasee (Fernsehfilm)